# Pisa Sporting Club 1990-1991
Questa voce raccoglie le informazioni riguardanti il Pisa Sporting Club nelle competizioni ufficiali della stagione 1990-1991.

## Stagione

Aldo Dolcetti (a sinistra) in contrasto sul sampdoriano Mychajlyčenko nella trasferta di Genova dell'11 novembre 1990

Dopo aver conquistato la promozione nell'estate del 1990, in questa stagione il Pisa disputa il campionato di Serie A.
Il presidente Romeo Anconetani conferma sulla panchina il tecnico toscano Luca Giannini, affiancato fino al mese di marzo dal rumeno Mircea Lucescu in qualità di direttore tecnico, e ingaggia giocatori come il centravanti Michele Padovano dal Cosenza e il danese Henrik Larsen preso dal Lyngby, oltre a tesserare due giovani argentini: Diego Simeone e José Antonio Chamot.
Dopo aver iniziato la stagione con due vittorie su Bologna e Lecce, presto la squadra inizia un rapido declino e colleziona numerose sconfitte, le più mette delle quali sono un 6-3 dall'Inter, un 5-1 dalla Juventus e un doppio 4-0 dalla Fiorentina. Nonostante le reti di Michele Padovano (11) e Lamberto Piovanelli (8), la squadra nerazzurra paga a più riprese le incertezze della propria difesa e a poco servono vittorie come il 2-0 sul Torino, lo 0-2 in trasferta con la Roma e il 2-3 in trasferta con il Parma.
Al termine della stagione il Pisa si piazza al terzultimo posto della classifica con 22 punti e torna in Serie B con Bologna, Cesena e Lecce.
In Coppa Italia i nerazzurri entrano in gioco nel secondo turno e lo superano battendo nel doppio confronto l'Udinese, poi nel terzo turno cedono il passo alla Juventus. Vi è anche una parentesi internazionale tra novembre e giugno, nel torneo europeo della Mitropa Cup, dove il Pisa vince il girone di qualificazione alla finale, ma poi perde la finale (2-1) con il Torino.

## Divise e sponsor
Lo sponsor tecnico per la stagione 1990-1991 è Gems, mentre lo sponsor ufficiale è Giocheria.

## Organigramma societario
Area direttiva
- Presidente: Romeo Anconetani

Area tecnica
- Direttore tecnico: Mircea Lucescu (fino al 10 marzo)[3]
- Allenatore: Luca Giannini
- Allenatore in seconda: Mauro Viviani

## Rosa
| N. |                      | Ruolo | Calciatore           |
| -- | -------------------- | ----- | -------------------- |
|    | Italia (bandiera)    | P     | Alessandro Lazzarini |
|    | Italia (bandiera)    | P     | Luigi Simoni         |
|    | Italia (bandiera)    | P     | Marco Marchesini     |
|    | Italia (bandiera)    | D     | Giuseppe Argentesi   |
|    | Italia (bandiera)    | D     | Roberto Bosco        |
|    | Italia (bandiera)    | D     | Alessandro Calori    |
|    | Italia (bandiera)    | D     | Antonio Cavallo      |
|    | Argentina (bandiera) | D     | José Chamot          |
|    | Italia (bandiera)    | D     | Stefano Dianda       |
|    | Italia (bandiera)    | D     | Luciano Dondo        |
|    | Italia (bandiera)    | D     | Davide Lucarelli     |
|    | Italia (bandiera)    | D     | Davide Moretti       |
|    | Italia (bandiera)    | D     | Marco Pullo          |
|    | Italia (bandiera)    | D     | Mirko Taccola        |

| N. |                        | Ruolo | Calciatore          |
| -- | ---------------------- | ----- | ------------------- |
|    | Italia (bandiera)      | D     | Simone Venturi      |
|    | Paesi Bassi (bandiera) | C     | Mario Been          |
|    | Italia (bandiera)      | C     | Mauro Boccafresca   |
|    | Italia (bandiera)      | C     | Paolo Cristallini   |
|    | Italia (bandiera)      | C     | Aldo Dolcetti       |
|    | Italia (bandiera)      | C     | David Fiorentini    |
|    | Danimarca (bandiera)   | C     | Henrik Larsen       |
|    | Italia (bandiera)      | C     | Stefano Marini      |
|    | Argentina (bandiera)   | C     | Diego Simeone       |
|    | Italia (bandiera)      | A     | Marco Ferrante      |
|    | Italia (bandiera)      | A     | Maurizio Neri       |
|    | Italia (bandiera)      | A     | Michele Padovano    |
|    | Italia (bandiera)      | A     | Lamberto Piovanelli |
|    | Italia (bandiera)      | A     | Cristian Polidori   |

## Risultati

### Serie A

#### Girone di andata
| Arbitro: | Stafoggia (Pesaro) |

|  |           |                |
|  | Marcatori | 17’ Piovanelli |

| Arbitro: | Trentalange (Torino) |

|                                              |           |  |
| Piovanelli 31’, 82’ Simeone 51’ Padovano 65’ | Marcatori |  |

| Pisa 23 settembre 1990, ore 16:00 CEST 3ª giornata | Pisa             | 0 – 0 referto | Genoa | Stadio Arena Garibaldi\| Arbitro: \| Lanese (Messina) \| |
| Arbitro:                                           | Lanese (Messina) |               |       |                                                          |

| Arbitro: | F. Baldas (Trieste) |

|                                |           |              |
| Maradona 39’ (rig.) Careca 90’ | Marcatori | 65’ Padovano |

| Arbitro: | Pezzella (Frattamaggiore) |

|  |           |                                               |
|  | Marcatori | 40’ Fuser 69’ (rig.), 77’ Kubík 85’ Di Chiara |

| Arbitro: | Coppetelli (Tivoli) |

|                                                          |           |                                          |
| Serena 4’, 43’, 88’ Bergomi 27’ Matthäus 55’ (rig.), 68’ | Marcatori | 48’, 64’ Piovanelli 61’ (aut.) Stringara |

| Arbitro: | Dal Forno (Ivrea) |

|                  |           |  |
| Pulga 20’ (aut.) | Marcatori |  |

| Arbitro: | Lo Bello (Siracusa) |

|                                                       |           |                            |
| Mychajlyčenko 8’ R. Mancini 46’ Vialli 57’ Branca 74’ | Marcatori | 84’ (rig.), 89’ Piovanelli |

| Arbitro: | Boggi (Agropoli) |

|  |           |                       |
|  | Marcatori | 24’ A. Melli 75’ Osio |

| Arbitro: | Trentalange (Torino) |

|                  |           |  |
| Evair 38’ (rig.) | Marcatori |  |

| Arbitro: | Magni (Bergamo) |

|                                      |           |                      |
| Padovano 35’ (rig.), 42’, 81’ (rig.) | Marcatori | 25’ Ciocci 34’ Silas |

| Arbitro: | Cinciripini (Ascoli Piceno) |

|             |           |  |
| Massaro 20’ | Marcatori |  |

| Arbitro: | F. Baldas (Trieste) |

|                            |           |  |
| Padovano 3’ Piovanelli 39’ | Marcatori |  |

| Roma 30 dicembre 1990, ore 14:30 CET 14ª giornata | Lazio            | 0 – 0 referto | Pisa | Stadio Olimpico\| Arbitro: \| Cornieti (Forlì) \| |
| Arbitro:                                          | Cornieti (Forlì) |               |      |                                                   |

| Arbitro: | Felicani (Bologna) |

|                                    |           |  |
| Răducioiu 15’ E. Cucchi 84’ (rig.) | Marcatori |  |

| Arbitro: | Amendolia (Messina) |

|             |           |                                            |
| Simeone 59’ | Marcatori | 20’, 49’, 73’ Casiraghi 37’, 80’ R. Baggio |

| Arbitro: | Frigerio (Milano) |

|  |           |                          |
|  | Marcatori | 59’ Larsen 68’ Lucarelli |

#### Girone di ritorno
| Arbitro: | Longhi (Roma) |

|                       |           |                                   |
| Padovano 17’ Neri 69’ | Marcatori | 83’ (rig.) Türkyılmaz 90’ Cabrini |

| Arbitro: | Magni (Bergamo) |

|                  |           |            |
| P. Benedetti 22’ | Marcatori | 69’ Calori |

| Arbitro: | Boemo (Cervignano) |

|                                                |           |                          |
| Skuhravý 41’ Branco 55’ Eranio 73’ Ruotolo 81’ | Marcatori | 23’ Simeone 47’ Padovano |

| Arbitro: | Sguizzato (Verona) |

|              |           |             |
| Padovano 60’ | Marcatori | 47’ Ferrara |

| Arbitro: | Coppetelli (Tivoli) |

|                                             |           |  |
| Buso 8’ Orlando 25’ Fuser 63’ Borgonovo 65’ | Marcatori |  |

| Arbitro: | Pairetto (Torino) |

|  |           |           |
|  | Marcatori | 51’ Berti |

| Arbitro: | Pezzella (Frattamaggiore) |

|                            |           |           |
| Cornacchia 44’ Fonseca 80’ | Marcatori | 61’ Bosco |

| Arbitro: | Beschin (Legnago) |

|  |           |                                          |
|  | Marcatori | 65’ M. Mannini 77’ Vialli 79’ R. Mancini |

| Arbitro: | D'Elia (Salerno) |

|                                |           |                            |
| Brolin 73’ A. Melli 87’ (rig.) | Marcatori | 32’, 61’ Padovano 59’ Neri |

| Arbitro: | Sguizzato (Verona) |

|  |           |                          |
|  | Marcatori | 65’ Perrone 89’ Caniggia |

| Arbitro: | Stafoggia (Pesaro) |

|            |           |          |
| Ciocci 35’ | Marcatori | 33’ Neri |

| Arbitro: | Beschin (Legnago) |

|  |           |             |
|  | Marcatori | 66’ Maldini |

| Arbitro: | Magni (Bergamo) |

|             |           |  |
| Cravero 59’ | Marcatori |  |

| Arbitro: | Lanese (Messina) |

|  |           |          |
|  | Marcatori | 70’ Sosa |

| Arbitro: | Lo Bello (Siracusa) |

|                |           |  |
| Fiorentini 76’ | Marcatori |  |

| Arbitro: | Cinciripini (Ascoli Piceno) |

|                                              |           |                      |
| Schillaci 10’ R. Baggio 39’, 55’ Alessio 70’ | Marcatori | 69’ Neri 79’ Simeone |

| Arbitro: | Bettin (Padova) |

|  |           |           |
|  | Marcatori | 72’ Muzzi |

### Coppa Italia

#### Turni eliminatori
| Arbitro: | Iori (Parma) |

|  |           |                |
|  | Marcatori | 77’ Piovanelli |

| Arbitro: | Scaramuzza (Mestre) |

|                |           |  |
| Piovanelli 41’ | Marcatori |  |

#### Fase finale
| Arbitro: | Cardona (Milano) |

|                                             |           |                    |
| Alessio 15’ R. Baggio 34’ (rig.) Häßler 80’ | Marcatori | 9’ Neri 63’ Larsen |

| Arbitro: | Cornieti (Forlì) |

|                |           |                                          |
| Piovanelli 89’ | Marcatori | 7’ (aut.) Argentesi 14’ (rig.) R. Baggio |

### Coppa Mitropa

#### Fase a gironi
| Pisa 1º giugno 1991 1ª giornata | Pisa   | 0 – 0 | Bohemians ČKD Praga | Stadio Arena Garibaldi\| Arbitro: \| Vágner \| |
| Arbitro:                        | Vágner |       |                     |                                                |

| Arbitro: | Kaupe |

|                                             |           |              |
| Ferrante 33’ Fiorentini 43’, 60’ Chamot 89’ | Marcatori | 13’ Drulovic |

#### Finale
| Arbitro: | Vágner |

|                                   |           |              |
| Vázquez 90+4’ (rig.) Carillo 119’ | Marcatori | 85’ Polidori |